# Jona J.6
Die Jona J.6 war ein als Anderthalbdecker ausgelegtes Versuchsflugzeug aus den 1930er Jahren, das von dem italienischen Unternehmen Piero Magni Aviazione S.A.I. entwickelt wurde. Mit dem Flugzeug sollten neuartige Steuerungselemente zum Erreichen einer automatischen Flugstabilität untersucht werden. Es ist bis heute kein anderes Flugzeug bekannt geworden, das eine ähnliche Vorrichtung zum Bewegen der Tragflächen um die Rumpflängsachse besaß. Während für die Drehung der gesamten Tragfläche um die Hochachse (Oblique Wing) und um die Querachse (Kippflügel) entsprechende Fachbegriffe existieren, gibt es keinen Fachterminus für das Kippen um die Längsachse. Ein externer Beobachter hätte die automatischen Ausgleichsbewegungen der Tragfläche bei böigem Wetter wahrscheinlich als ein „Flügelwackeln“ beschrieben.

## Geschichte

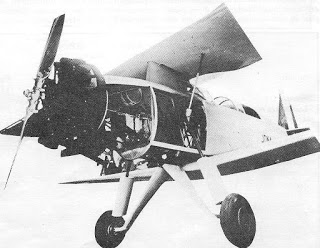
In der geöffneten Verkleidung ist der Verstellmechanismus zu erkennen

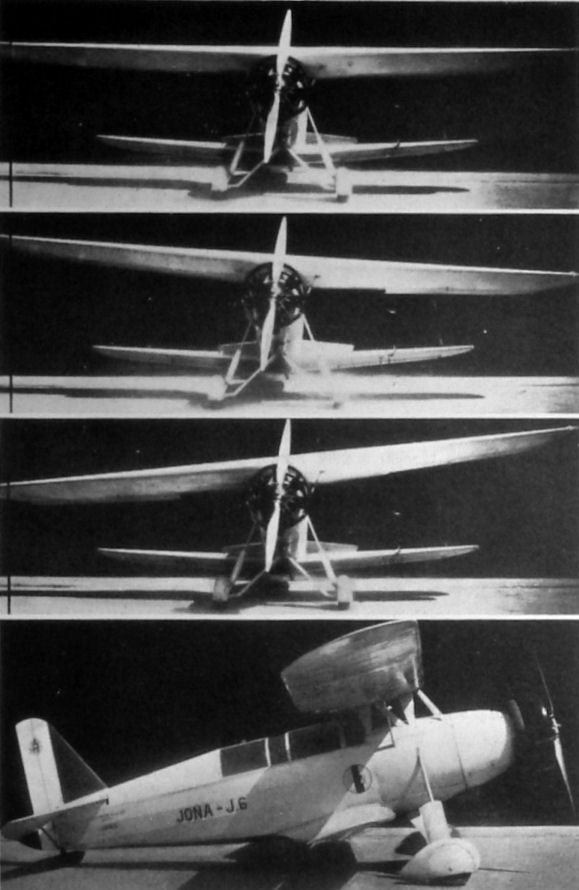
Modellfotos der J.6 mit drei Zuständen der beweglichen Tragflächen. Oben: normaler Geradeausflug, Mitte: Tragfläche kippt nach links, Querruder nach unten ausgeschlagen, unten: Tragfläche kippt nach rechts, rechtes Querruder nach unten ausgeschlagen

Piero Magni gründete 1919 in Mailand das spätere Unternehmen Piero Magni Aviazione unter dem Namen Laboratorio Construzioni Aeronautiche Piero Magni, das sich vornehmlich Forschungstätigkeiten widmete, aber auch einige ungewöhnliche Flugzeuge baute. Hierzu gehörte die von Alberto Jona konstruierte Jona J.6.
Die J.6 sollte die Steuerbarkeit eines Flugzeugs erleichtern und sicherer machen. Die Flugsicherheit sollte durch eine einfache automatische Regeleinrichtung zum Ausgleich von Störungen um die Längsachse erhöht werden. Zum Zweiten sollte eine automatische Steuerung der Querruder die normale Dreiachssteuerung auf zwei Achsen reduzieren, um die Steuerbarkeit zu erleichtern.
Eine Variante für militärische Schulungsaufgaben war mit der J.6S geplant. Sie sollte mit dem 240 PS leistenden Alfa-Romeo-D2-C30-Neunzylinder-Sternmotor fliegen und ohne den speziellen Tragflächenmechanismus auskommen. Ob die J.6S tatsächlich gebaut wurde, ist nicht gesichert.
Nach einer erfolgreichen Erprobung kaufte die italienische Regierung die einzige J.6 und sie erhielt das Luftwaffenkennzeichen MM313. Über den endgültigen Verbleib der Maschine ist nichts bekannt.

## Konstruktion
Der zweisitzige freitragende Anderthalbdecker hatte als besondere Eigenheit einen gelenkig befestigten Oberflügel mit automatischer Steuerung der Querruder. Diese Einrichtung sollte das Flugzeug trudelsicher machen, solange der Pilot die Tragflächenbeweglichkeit nicht blockierte.
Die Tragfläche konnte nach der Seite gekippt werden, wobei der Einstellwinkel zum Rumpf jedoch unverändert blieb. Der Pilot bewegte den oberen Flügel über die normale Betätigung der Querruder. Wenn jedoch z. B. durch eine Böe eine Störung des normalen Flugzustands auftrat, sollten die Querruder dies automatisch ausgleichen. An den oberen Tragflächen waren automatische Handley-Page-Vorflügel installiert, während die Unterflügel Spreizklappen besaßen. Um bei Flugzuständen in der Nähe der Abrissgeschwindigkeit die Querruderwirkung zu unterstützen, waren zusätzlich zu den Vorflügeln sogenannte „interceptors“ mit den Querrudern verbunden. Sie bestanden aus kleinen Metall- oder Holzstreifen, die normalerweise flach auf der oberen Tragfläche in Vertiefungen lagen. Bei sehr geringen Geschwindigkeiten klappten sie nach oben und verringerten den Auftrieb in diesem Flügelbereich.
Der Rumpf war eine geschweißte Stahlrohrkonstruktion, die im vorderen und oberen Teil metallbeplankt und sonst stoffbespannt war. Die zwei Tragflächenholme und die Rippen waren in Holzbauweise mit einer Sperrholzbeplankung gefertigt.
Der Antrieb bestand aus einem 140-PS-Fiat-A-54-Siebenzylinder-Sternmotor, der mit einem Townend-Ring verkleidet war und einen Zweiblatt-Festpropeller antrieb.

## Kritik
In der Zeitschrift Flight vom 10. Oktober 1935 wird angemerkt, dass das Drehmoment des Triebwerks die bewegliche Tragfläche dauernd etwas aus ihrer Neutralposition auslenke, womit die Querruder einen dauerhaften Ausschlag als Gegenreaktion zeigen müssten. Hinzu kommt die Feststellung, dass die Art der Tragflächenbefestigung zu Flattern führen könnte.
Als Vorteil der J.6 im Blindflug stellte Jona auch die Möglichkeit einer Aufteilung der Pilotensteuerung heraus. Hierbei sollte ein Besatzungsmitglied die Höhensteuerung bedienen und das andere für die Richtungshaltung verantwortlich sein. In der Fachpresse wurde dies als Skurrilität dargestellt.

## Technische Daten
| Kenngröße              | Daten in Klammern abweichende Angaben nach Jane’s 1938 |
| ---------------------- | ------------------------------------------------------ |
| Besatzung              | 2                                                      |
| Länge                  | 7,42 m (7,40 m)                                        |
| Höhe                   | 2,54 m                                                 |
| Spannweite             | oben: 11,74 m (10,22 m), unten: (6,71 m)               |
| Tragflügelfläche       | oben: 18,39 m²                                         |
| Leermasse              | 645 kg                                                 |
| Startmasse             | 970 kg                                                 |
| Höchstgeschwindigkeit  | 200 km/h                                               |
| Minimalgeschwindigkeit | 80 km/h                                                |
| Triebwerke             | 1 × Fiat-A-54-Siebenzylinder-Sternmotor mit 140 PS     |